# Anna Regina
Anna Regina is een plaats in Guyana en is de hoofdplaats van de regio Pomeroon-Supenaam.
Anna Regina telde 11.793 inwoners bij de volkstelling van 2012, waarmee het de vierde stad van het land is na Georgetown, Linden en New Amsterdam.

## Geschiedenis
Anna Regina was oorspronkelijk een Nederlandse plantage. Rond 1800 kwam de plantage in (gedeeld) Britse handen en werd vernoemd naar Anna en Regina, de dochters van de plantagehouder die in de rivier waren verdronken.
In 1834 werd in Anna Regina onder leiding van Damon geprotesteerd tegen de periode van staatstoezicht na de afschaffing van de slavernij. Damon werd opgehangen door de autoriteiten. In 1988 werd een monument opgericht ter ere van Damon.
In 1970 kreeg Anna Regina de status van town (iets kleiner dan stad). Het heeft een markt en een middelbare school.

## Overzicht
Het meer Mainstay ligt in de buurt van Anna Regina. In 2002 opende het Cheddi Jagan Biodiversiteitspark in de buurt van Anna Regina en geeft een overzicht van de flora en fauna van de regio.
Anna Regina · Charity · Jacklow · Supenaam